# Doa raspa
Doa raspa is een vlinder uit de familie van de Doidae. De wetenschappelijke naam van de soort is voor het eerst geldig gepubliceerd in 1894 door Druce.